# ایرراهاندا
ایرراهاندا (به لاتین: Irrahanda) یک منطقهٔ مسکونی در سری‌لانکا است که در استان مرکزی (سری‌لانکا) واقع شده‌است.